# Musée Akaba Idena
Le musée Akaba-Idena est un des sites touristiques du Bénin, situé dans la cité historique de Kétou .

## Histoire
À deux kilomètres environ du palais royal de Kétou, se trouve un ensemble de deux portes magiques entourées de mystères. Les peuples autochtones les vénèrent. Elles existent depuis des siècles à l'époque des premières chefferies de la localité et servaient d’entrée unique dans le royaume de Kétou. Ces portes magiques ont été installées pour sécuriser la seule entrée du royaume. Elles restaient ouvertes. Mais, en cas de danger, elles se fermaient seules. En langue yoruba, « porte » se dit Akaba et « qui barre la voie » I dena. C'est l'origine du nom du musée. En effet, Akaba Idéna, un musée aux multiples vestiges, est la porte monumentale de la ville yoruba de Kétou, fondée au XIVe siècle. La ville a été fortifiée au XVIIIe siècle avec une tranchée et un rempart en terre de plusieurs kilomètres de long. Elle est restée une forteresse jusqu'à sa conquête et sa destruction par le roi Glèlè, un ancien Roi d'Abomey en 1886. L'arrivée des Français affaiblit le pouvoir du royaume et, en 1894, par mesure de protection, la porte et les remparts furent reconstruits sous les ordres du roi Oyingin,. Leurs restes sont encore debout aujourd'hui. Les deux portes l'une mâle et l'autre femelle font partie intégrante du patrimoine culturel du Bénin. L'histoire de ces deux portes est avant tout un intemporel éloge à l'héritage culturel yoruba du Bénin.

## Architecture
L'architecture en terre et les éléments en bois sculpté d'Akaba Idéna sont des vestiges importants de la culture yoruba au Bénin. Le complexe de la porte d'entrée abrite des sanctuaires pour les divinités yoruba, assurant la protection physique et spirituelle de la ville, et demeure une partie importante de la ville moderne de Kétou.
Aujourd'hui, la structure est située à proximité du palais royal et d'un quartier qui a conservé son aspect traditionnel. Bien que vénéré par la communauté, le site n'est pas protégé par une désignation locale et est menacé à la fois par la détérioration et l'empiétement urbain. La famille royale, ainsi que les autorités municipales et nationales, s'intéressent vivement à la préservation d'Akaba Idéna et à la sensibilisation à son importance. Le complexe a été inscrit au World Monuments Fund 2012 afin d'encourager sa protection et sa conservation et d'intégrer sa présentation dans le paysage historique de la ville.
En janvier 2019 les pluies diluviennes causent beaucoup de dégâts et une intervention urgente est nécessaire. Les éléments qui doivent être réhabilités sont entre autres : l’entrée du musée, du côté dit de « la porte mâle », la devanture de « la porte historique », un pan important du mur en terre battue, le linteau et le plancher en bois.

## Galerie

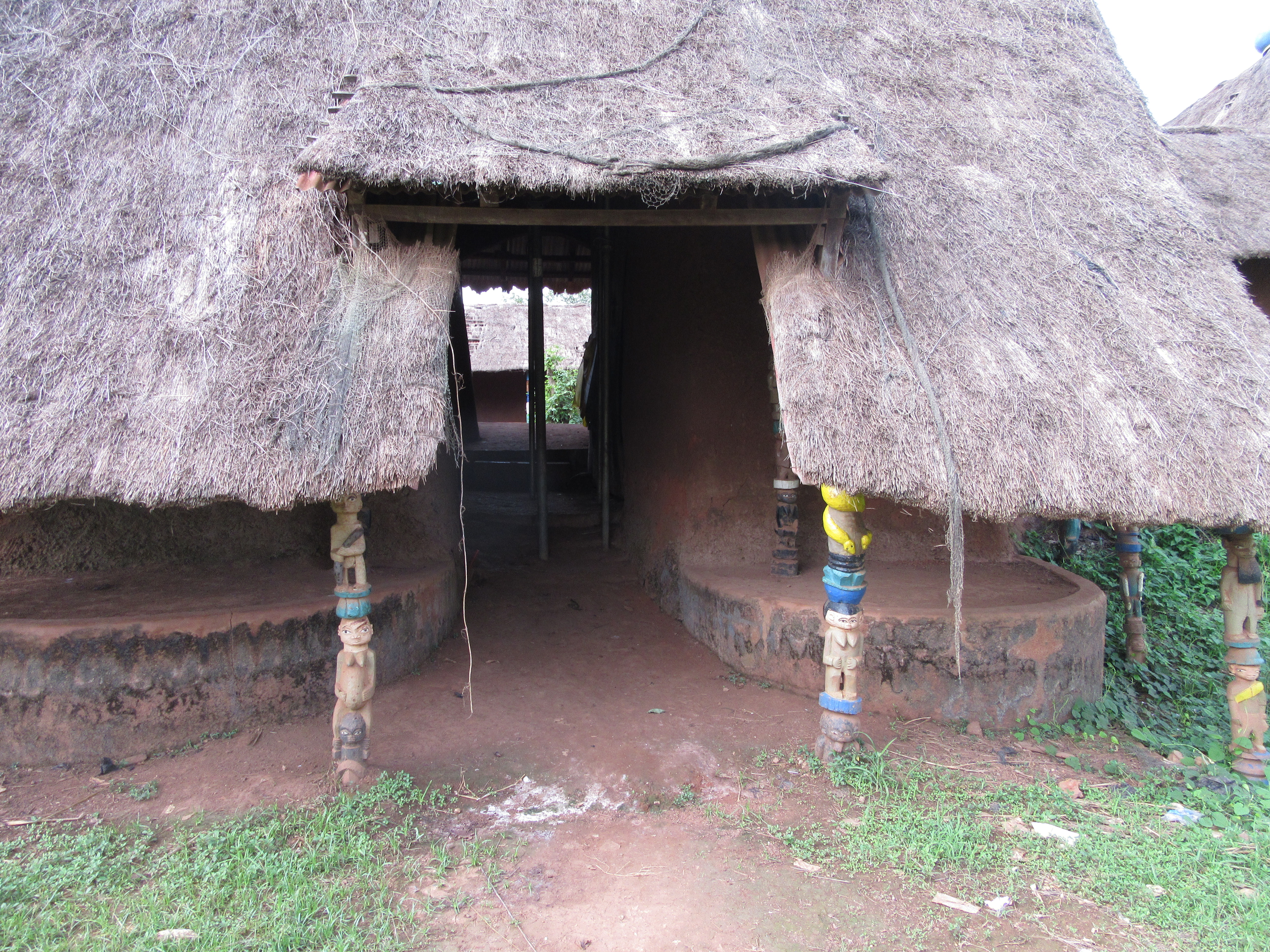
Entrée du musée Akaba Idena
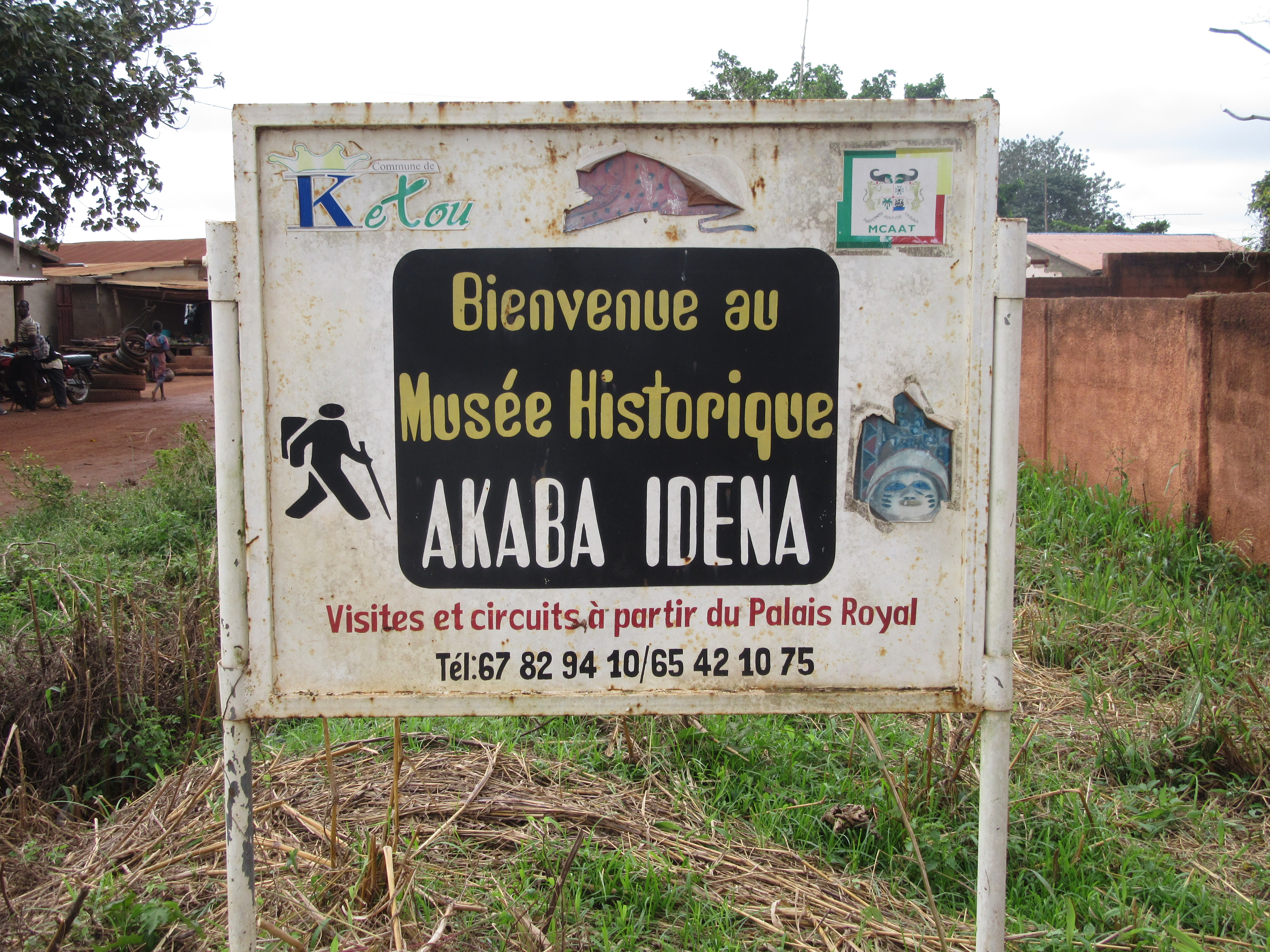
Plaque devant le musée Akaba Idena
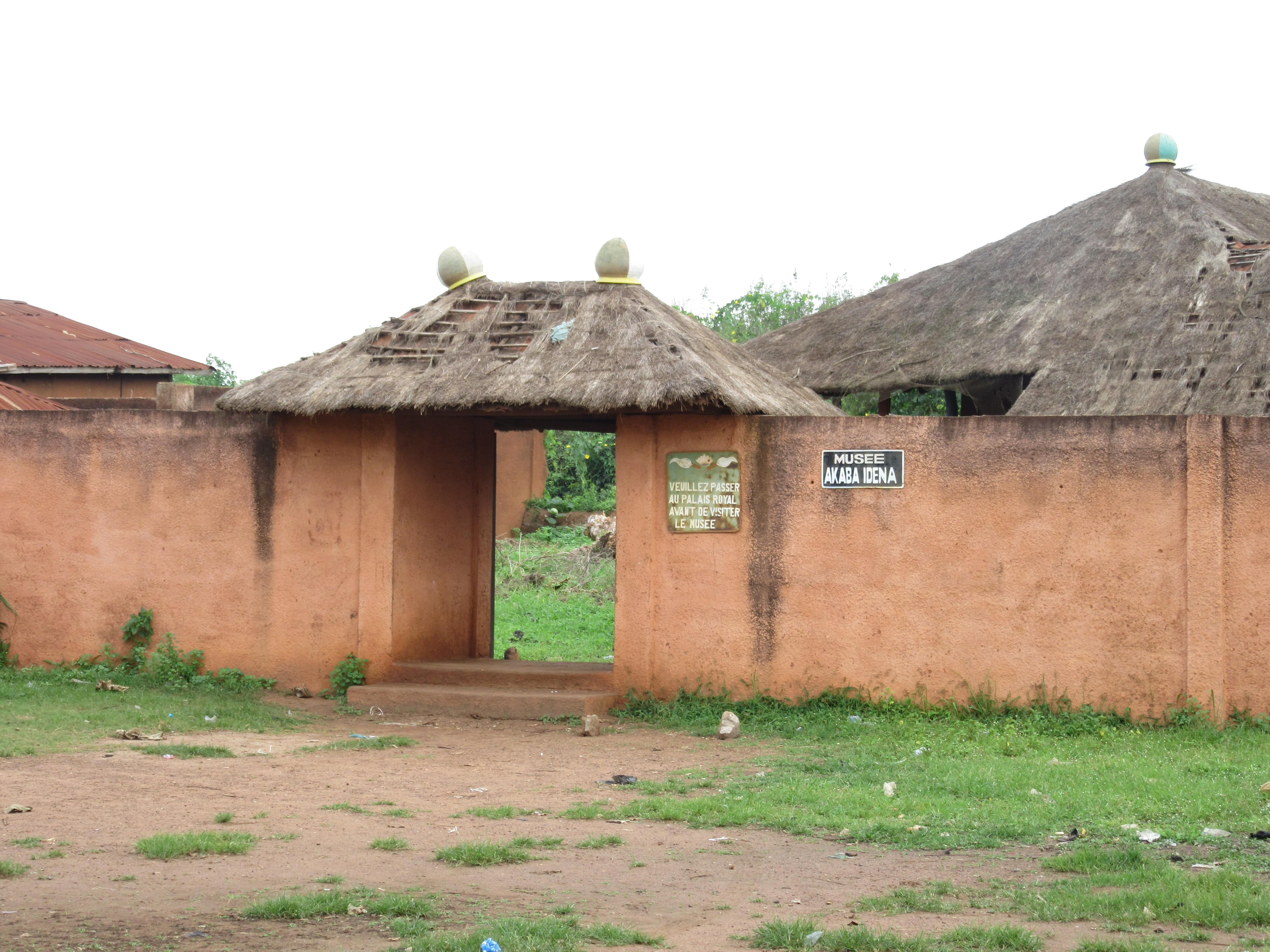
Entrée arrière du musée Akaba Idena
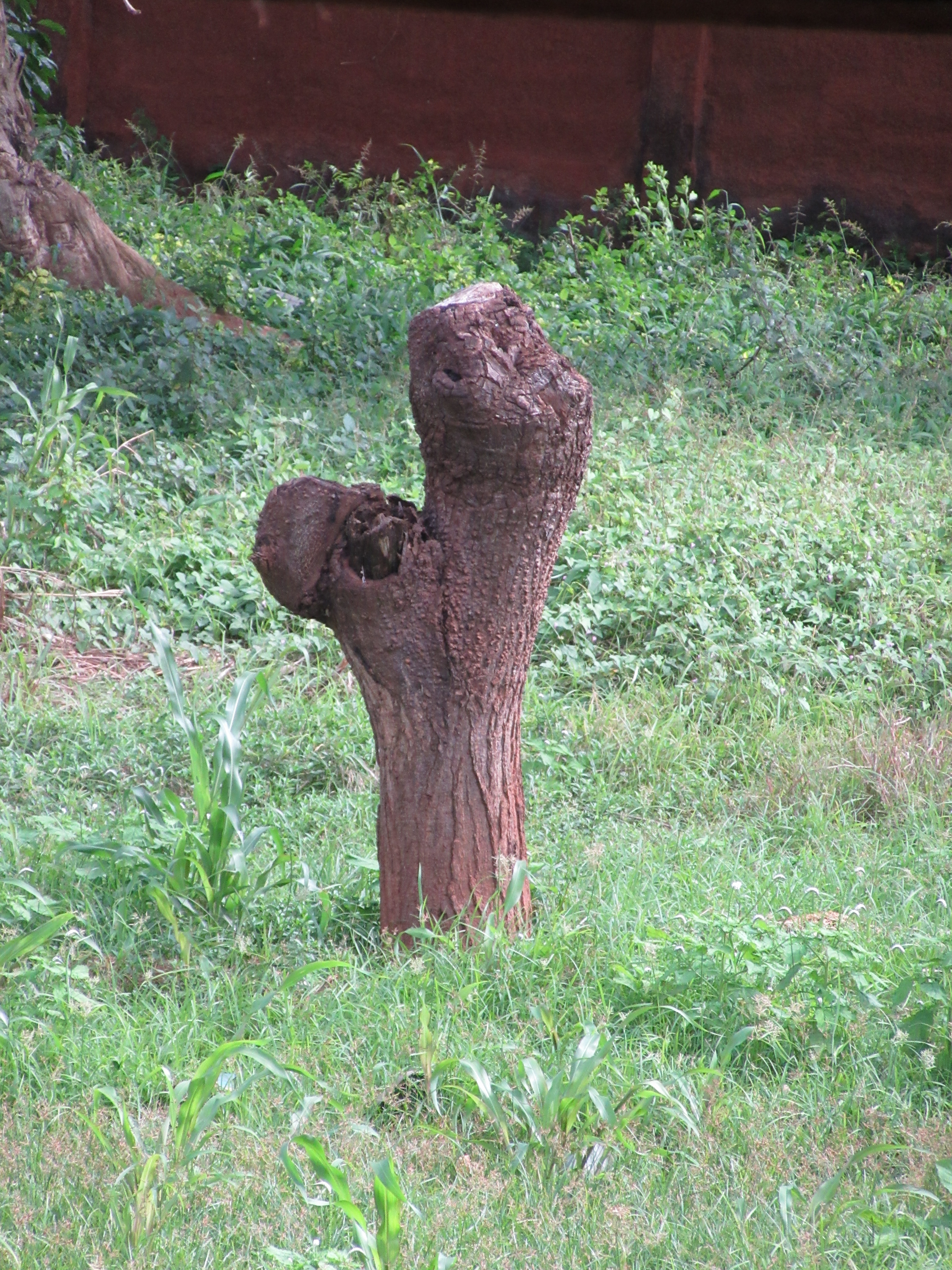
Arbre fétiche du musée Akaba Idena
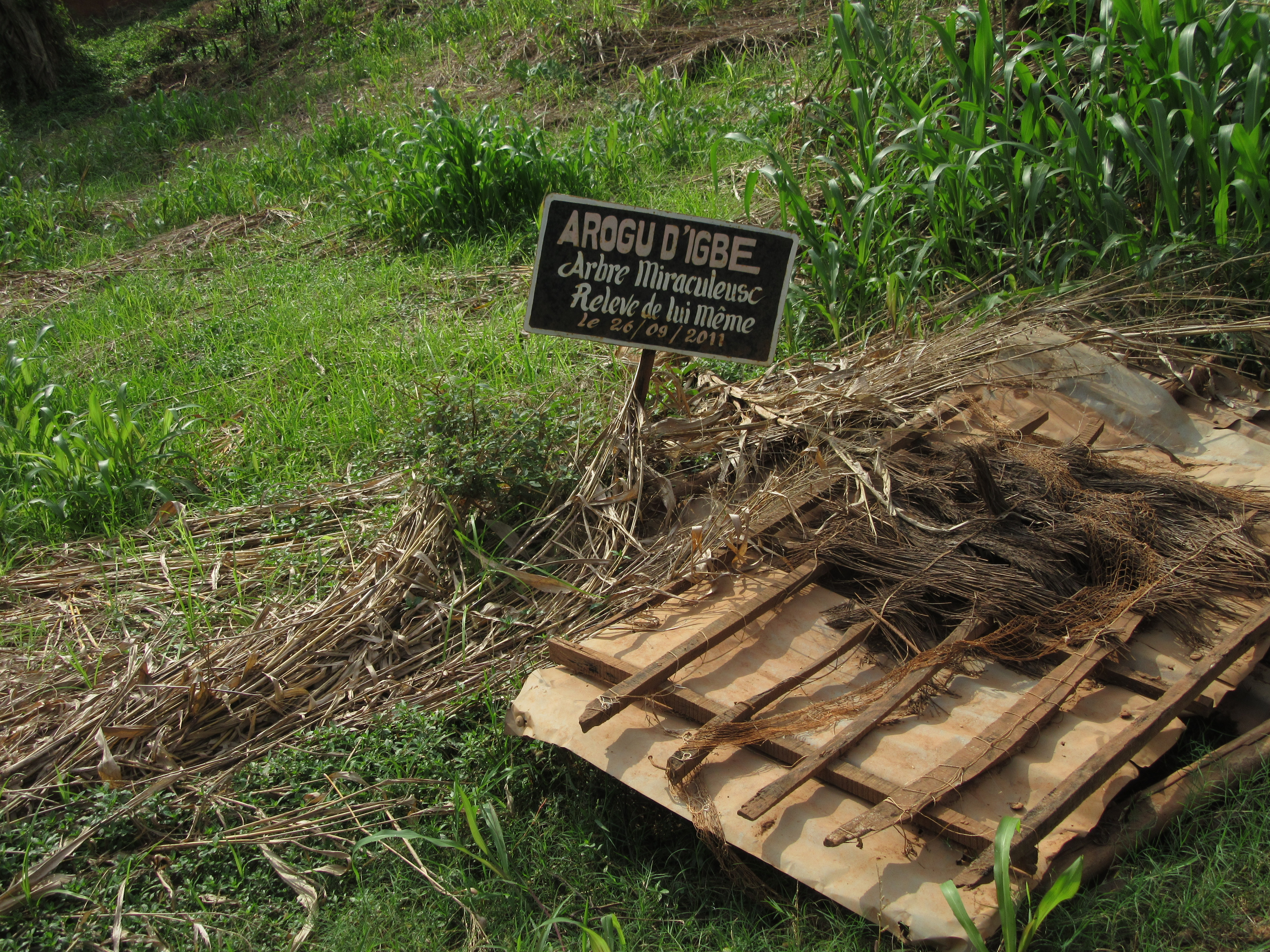
Arbre miraculeux du musée Akaba Idena
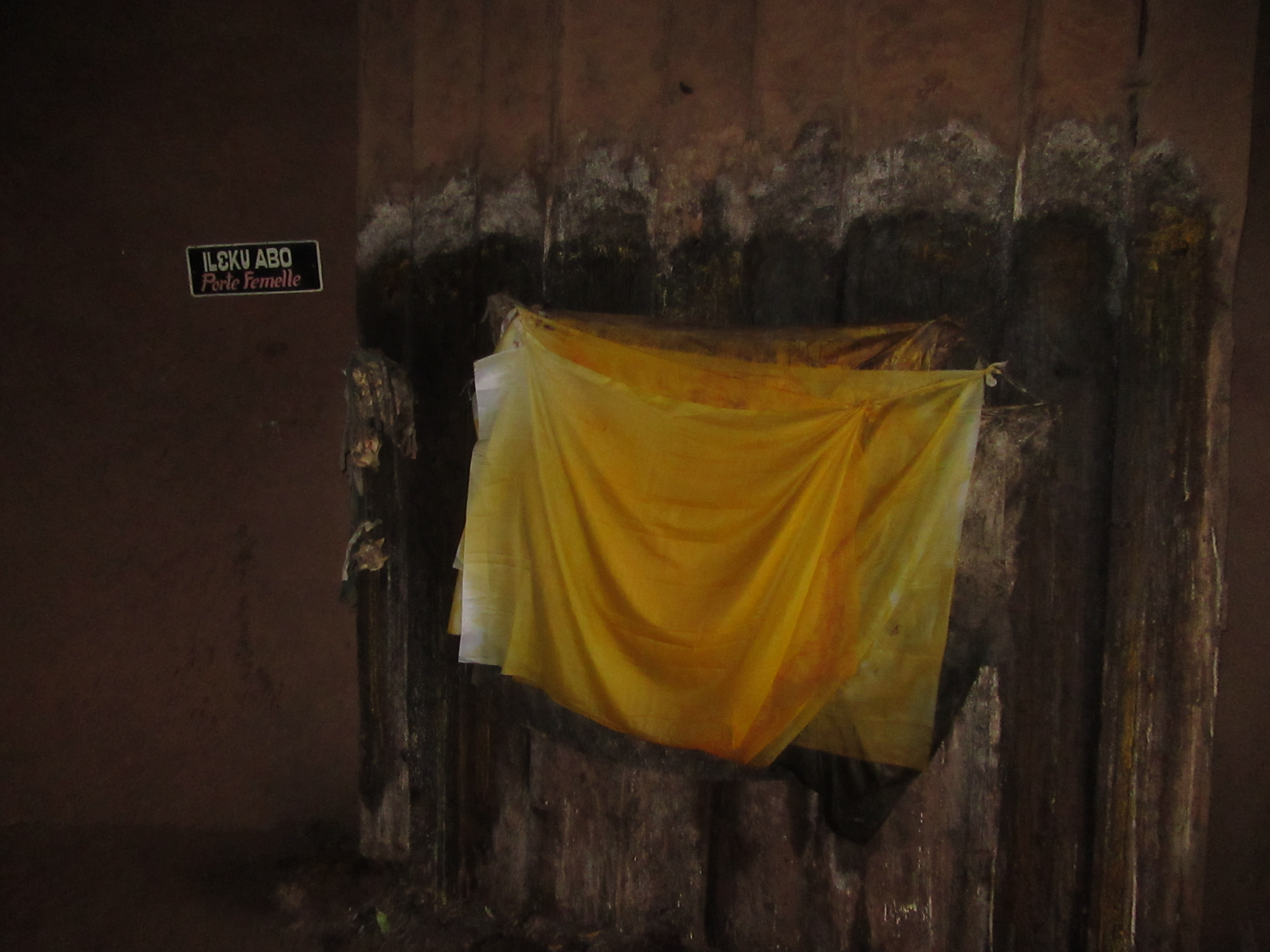
La porte femelle du musée Akaba Idena
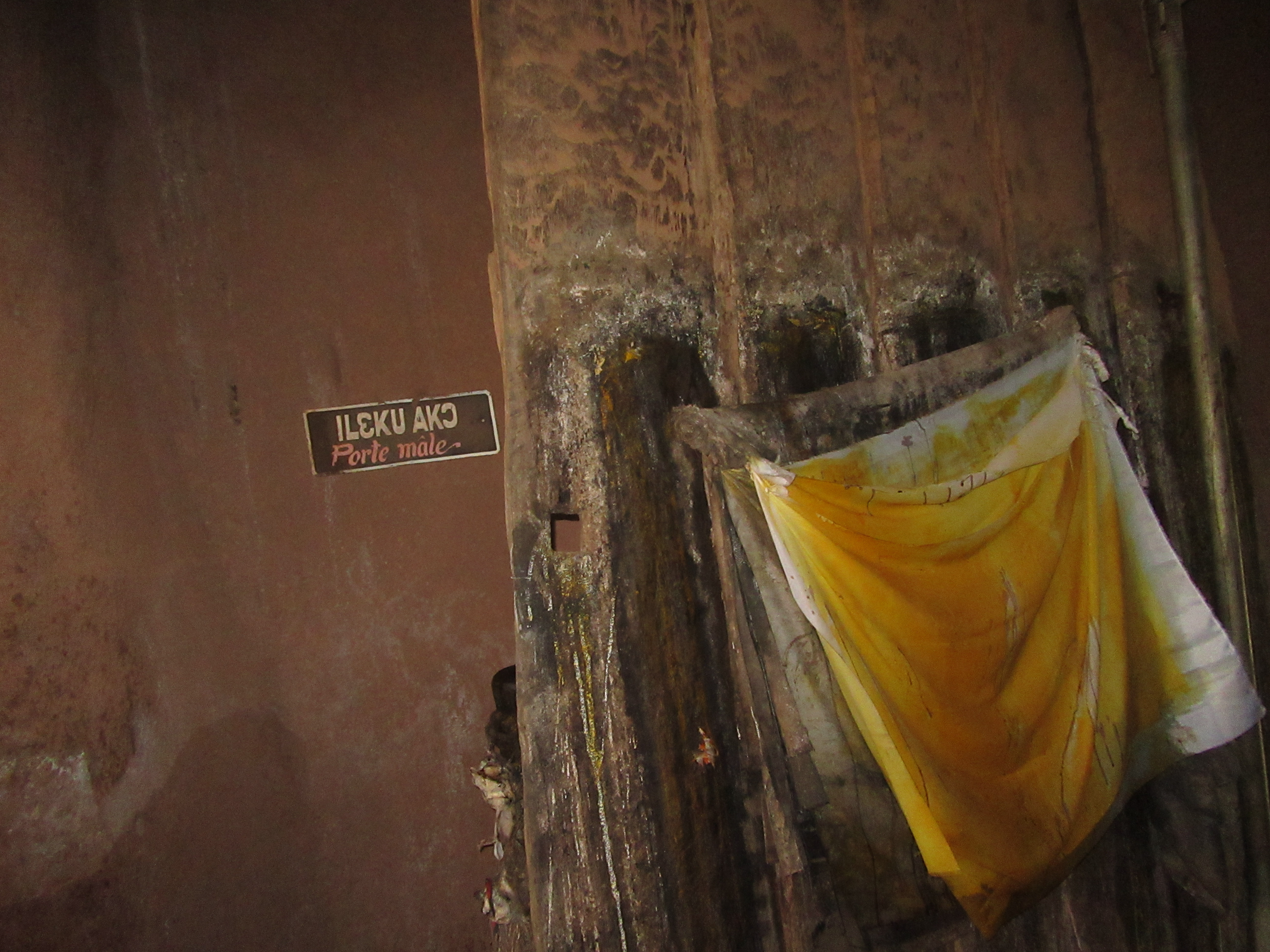
La porte mâle du musée Akaba Idena
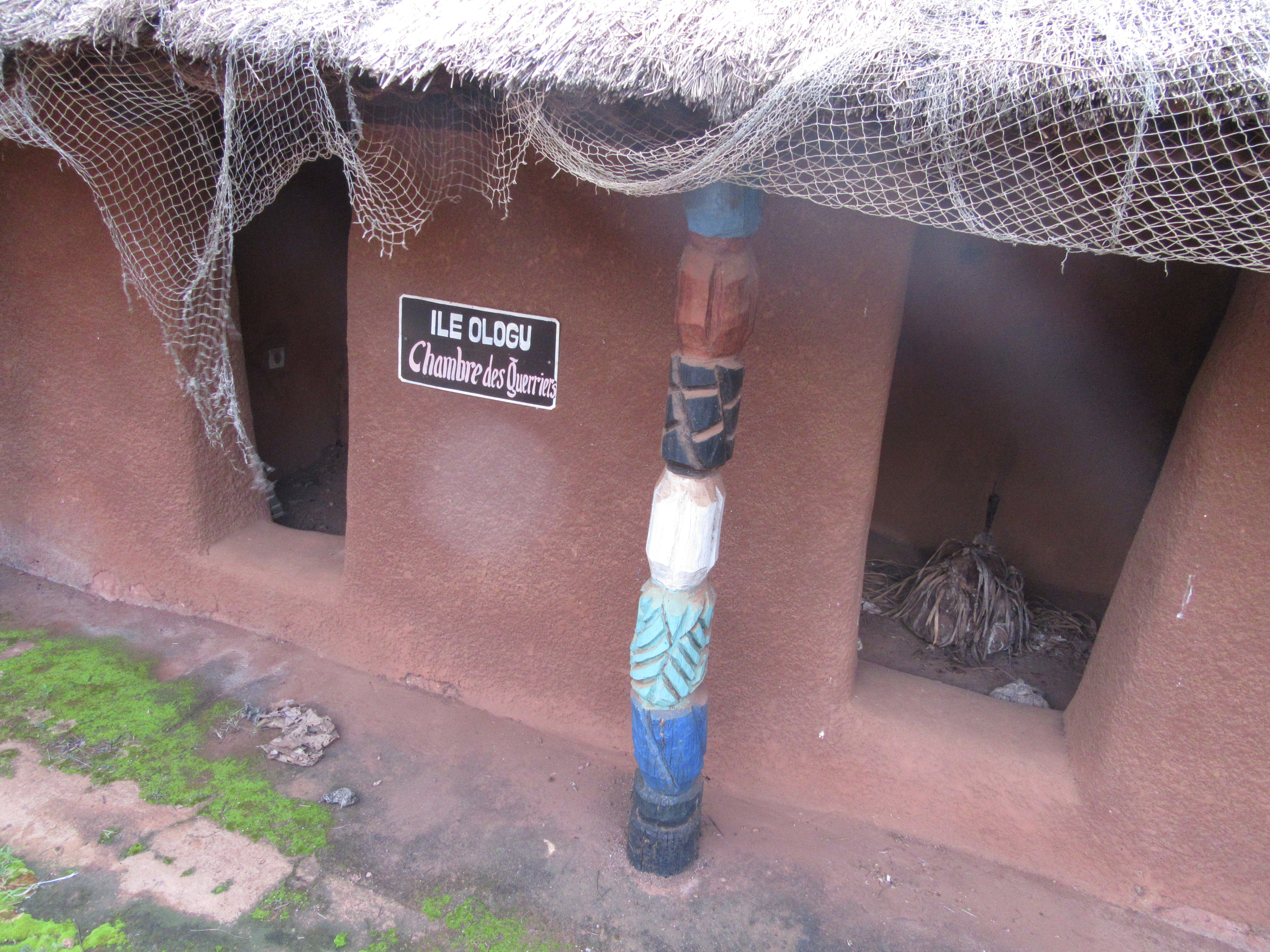
La chambre d'Ogoun au musée Akaba Idena
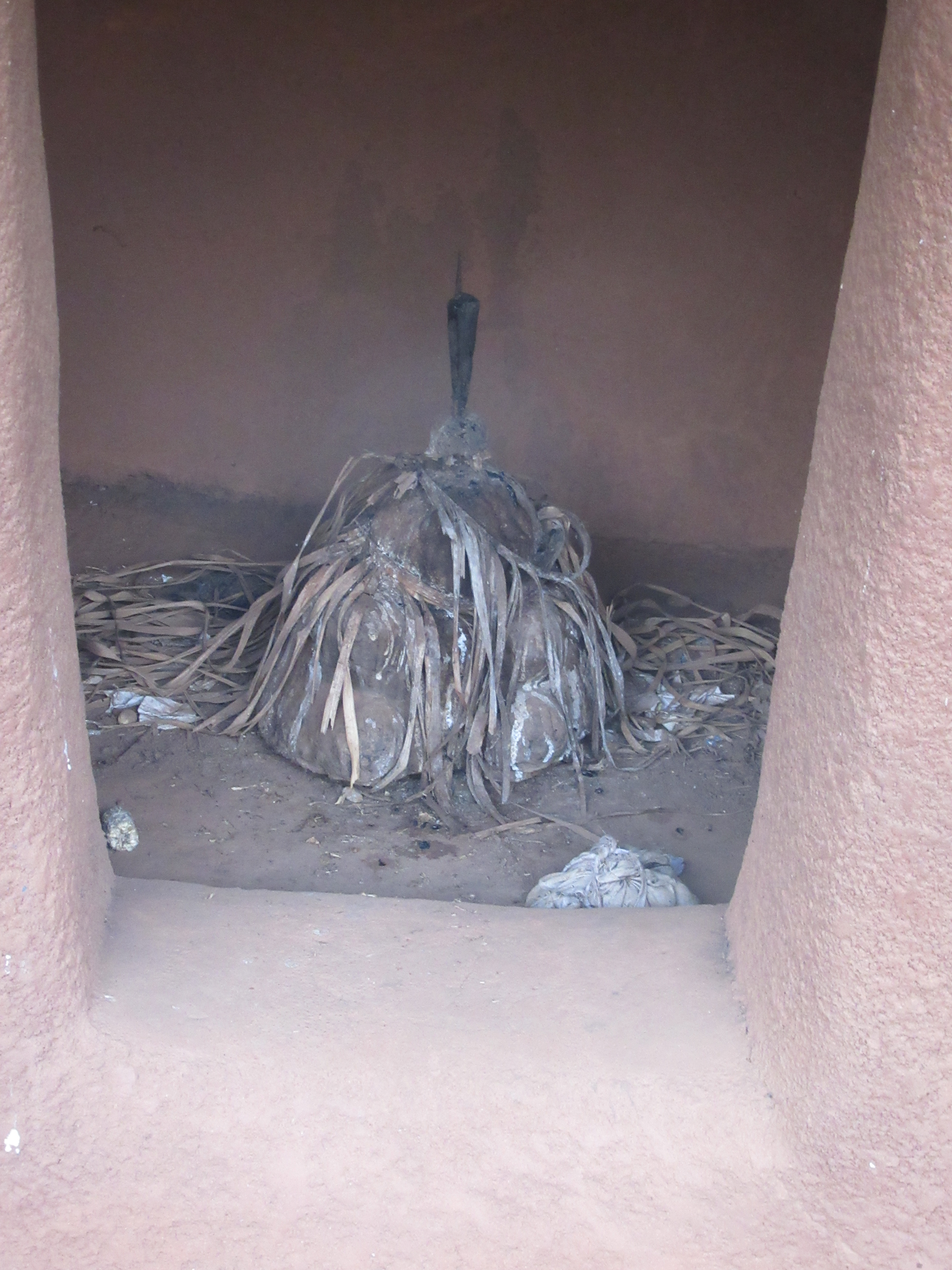
Une vue de Ogoun au musée Akaba Idena
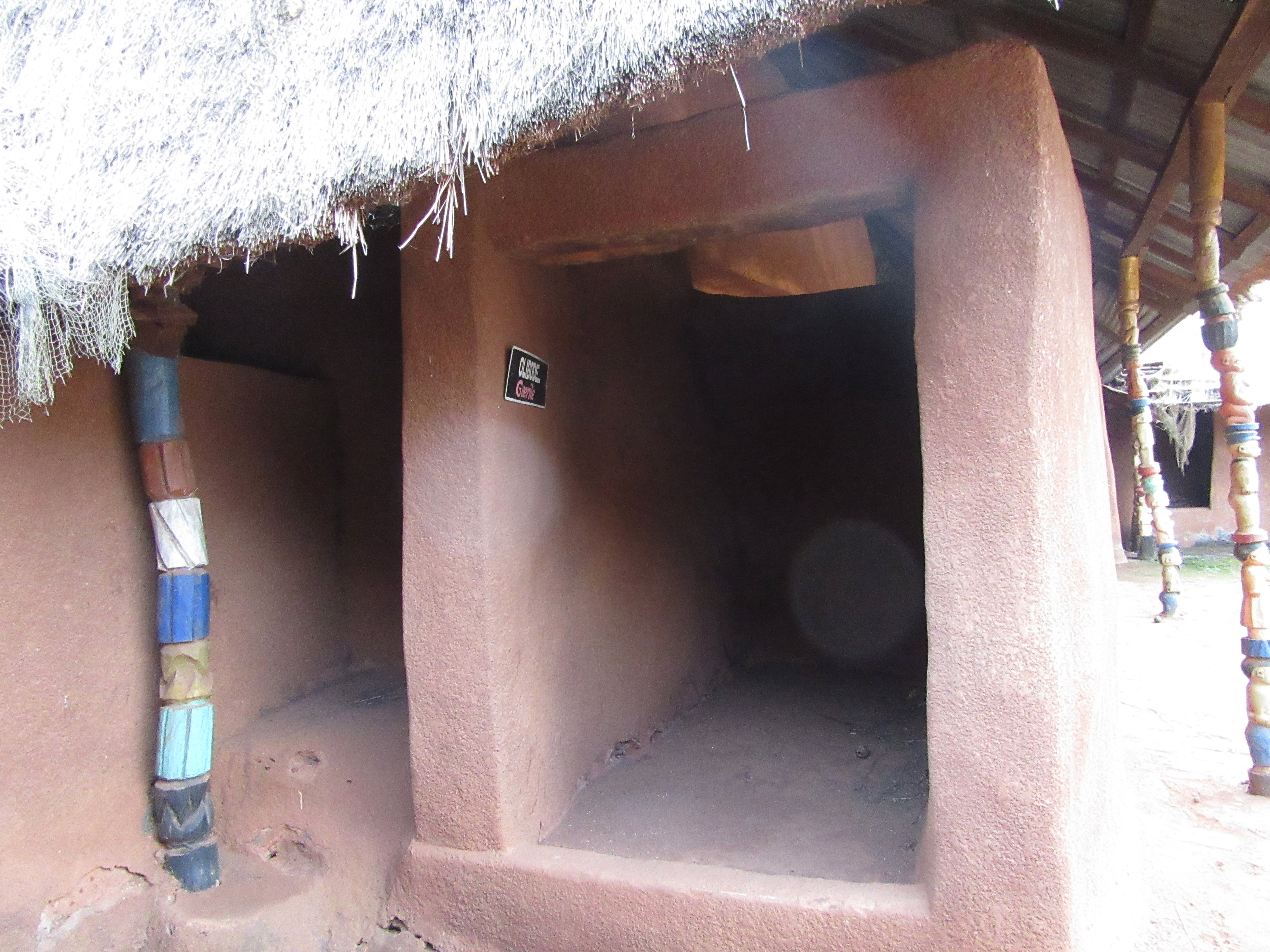
Vue de la guérite du musée Akaba Idena
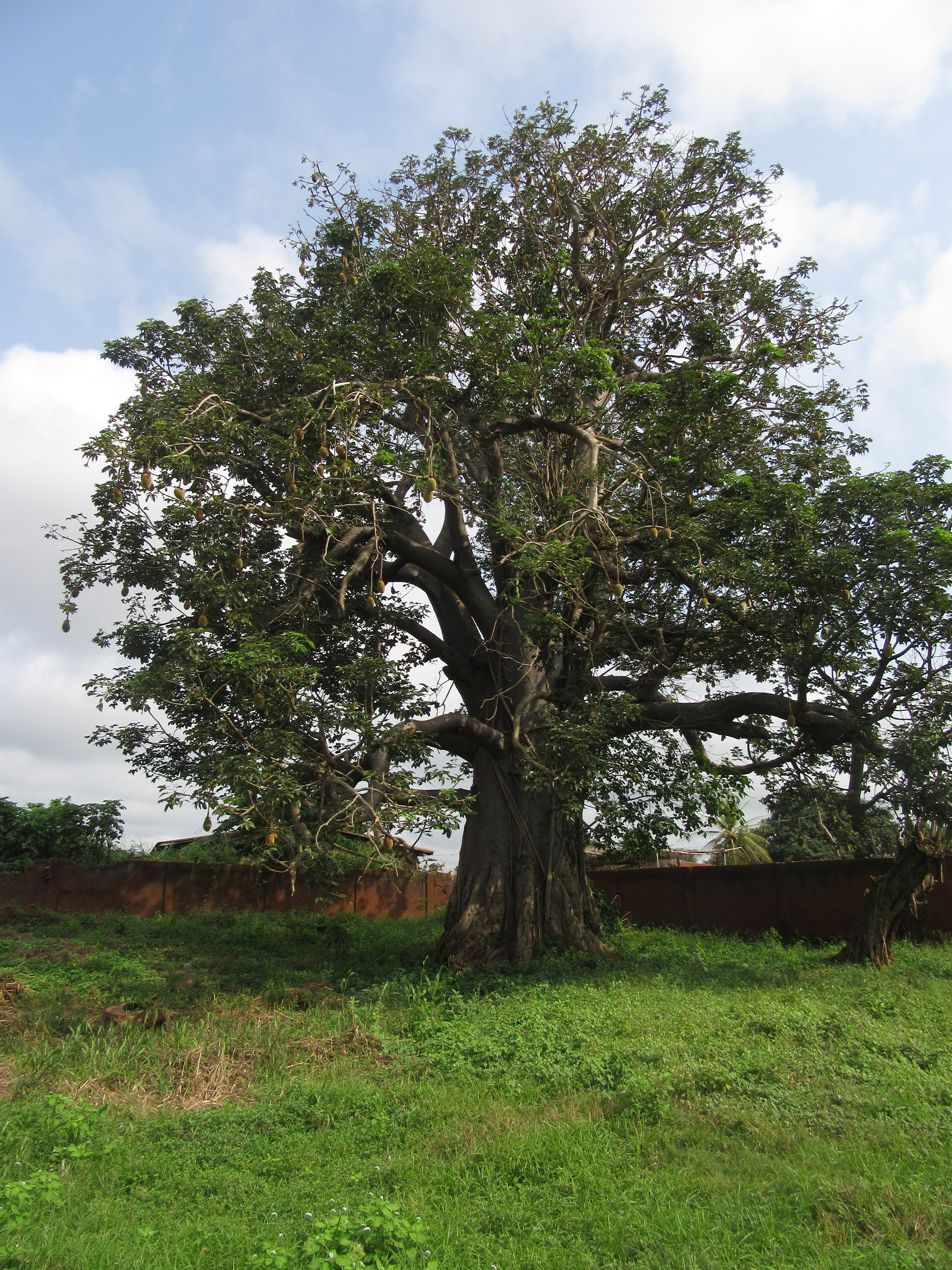
Arbre fétiche dans le musée Akaba Idena
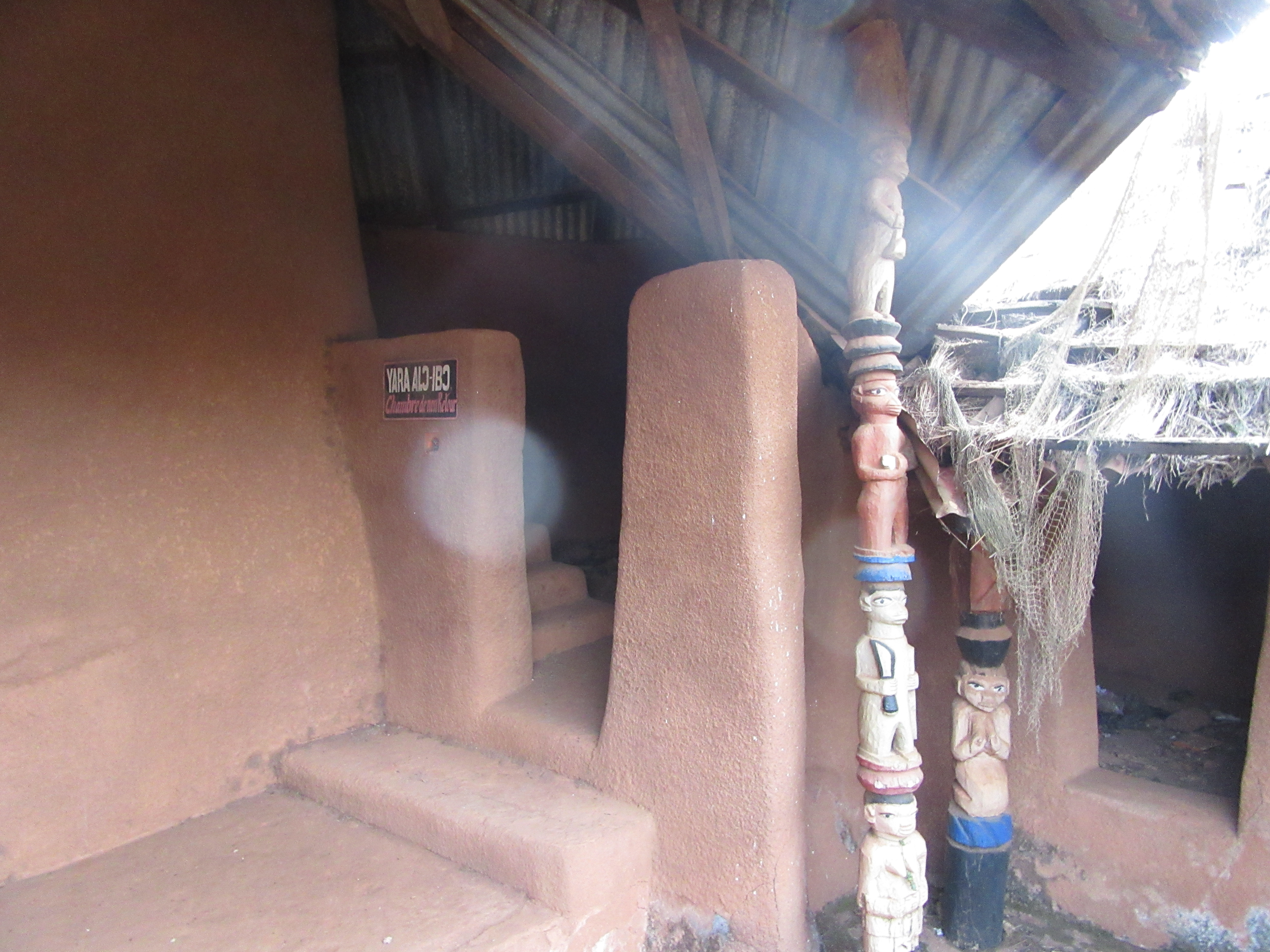
Chambre du non retour au musée Akaba Idena
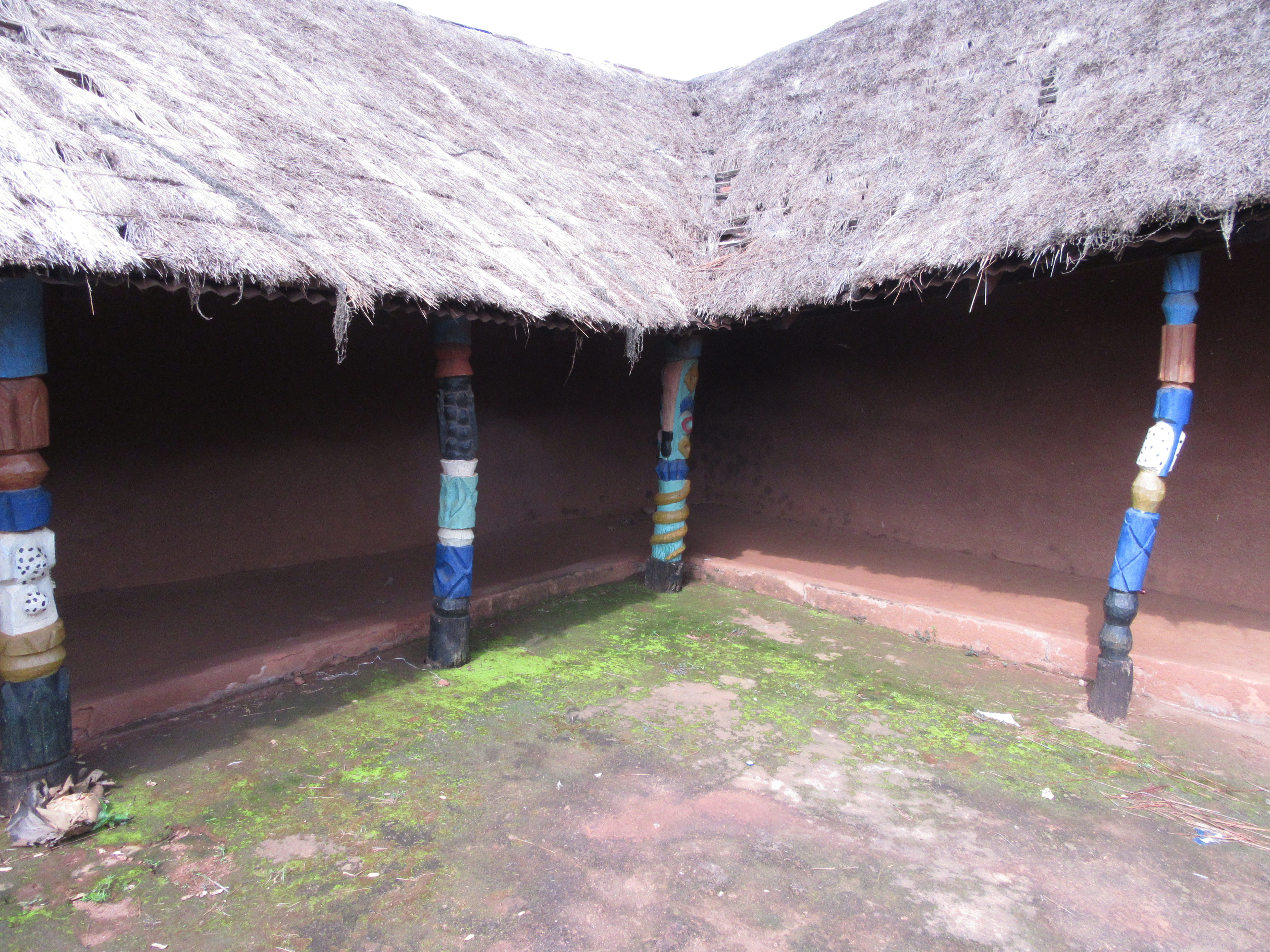
La Cour du peuple au musée Akaba Idena
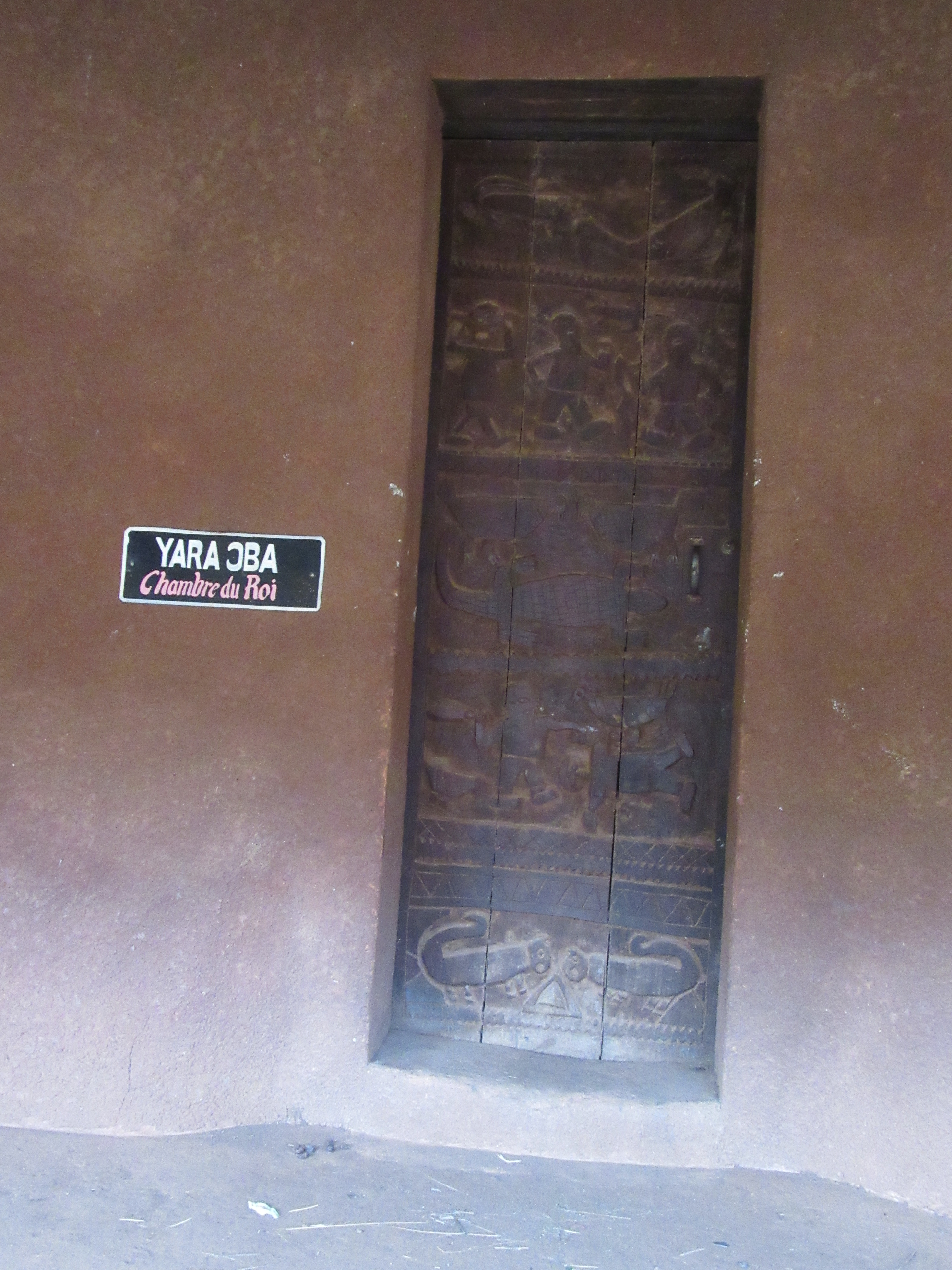
La chambre du roi au musée Akaba Idena
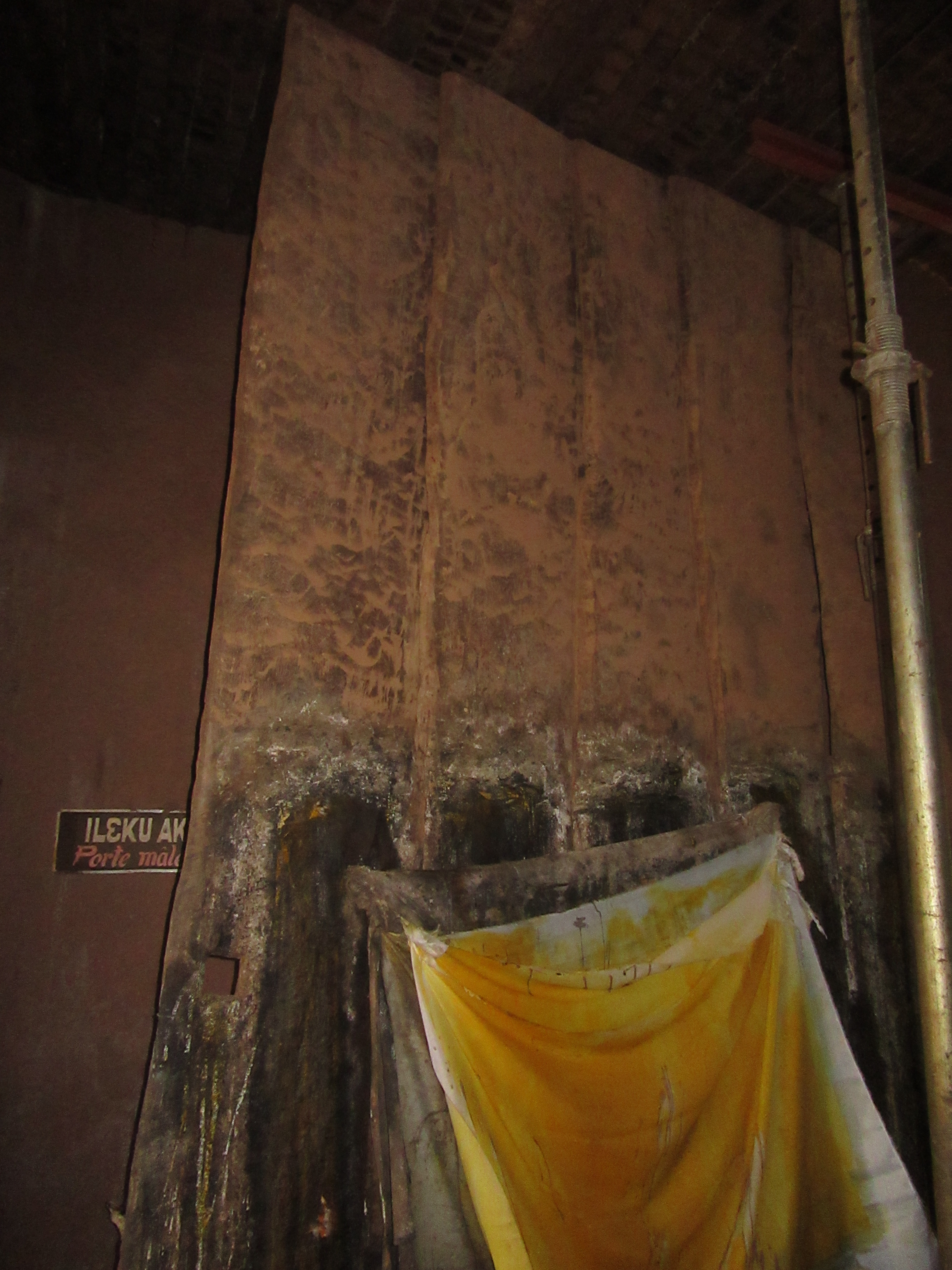
Porte au musée Akaba Idena